# Georgios Kaminis
Georgios Kaminis (grec: Γεώργιος Καμίνης) (15 de juliol del 1954, Nova York) és un polític grec del PASOK i el batlle d'Atenes. Va guanyar les eleccions municipals el 14 de novembre del 2010 amb un 51,6% dels vots, pel que va substituir en Nikitas Kaklamanis.
Va estudiar a la facultat de dret de la Universitat d'Atenes, on es va graduar el 1980. Més tard, va fer estudis de postgrau en Dret públic a la Universitat de París II, on va obtenir-ne el diploma el 1982, i després va obtenir un Doctorat d'État en Droit el 1989 a la Universitat de París I.